# Farley Chamberlayne
Farley Chamberlayne var en civil parish fram till 1932 då den blev en del av Hursley, i grevskapet Hampshire, i England. Civil parish var belägen 9 km från Winchester och hade 102 invånare år 1931. Byn nämndes i Domedagsboken (Domesday Book) år 1086, och kallades då Ferlege.